# Arthur Tedder
Pour les articles homonymes, voir Tedder.
Arthur William Tedder, 1er baron Tedder of Glenguin, (11 juillet 1890 - 3 juin 1967) est un officier général de la Royal Air Force, et un des principaux chefs britanniques lors de la Seconde Guerre mondiale.

## Biographie
Arthur Tedder est né près de Stirling en Écosse en 1890, fils d'Arthur John Tedder et d'Emily Charlotte Bryson. Il est scolarisé à la Whitgift School à Londres, puis au Magdalene College de l'université de Cambridge, où il étudie l'histoire.

### Carrière militaire
En 1913, alors à l'université, Arthur Tedder est affecté à la réserve du régiment Dorsetshire. Il rejoint le bureau des Colonies, servant dans l'administration aux Fidji avant de rejoindre son régiment en Grande-Bretagne.

#### Première Guerre mondiale
En 1916, blessé au genou, Arthur Tedder est déclaré inapte à servir dans l'infanterie. Il est alors transféré au Royal Flying Corps, qui combat en France de 1915 à 1917. Il est affecté tout d'abord au Squadron 25 RFC, puis prend le commandement du Squadron 70 RFC (le 1er janvier 1917) ; il est alors transféré au Moyen-Orient pour diriger le Squadron 67 RFC/RAF (le 25 juin 1917) et enfin en Égypte de 1918 à 1919 en tant que commandant de l'École de navigation et de bombardement du Wing 38 à partir du 24 juin 1918.

#### Entre-deux-guerres
Après la Première Guerre mondiale, Arthur Tedder accepta un poste de chef d'escadrille dans la nouvelle Royal Air Force. Il prit le commandement des Squadrons 207 et 274, tous les deux basés à Bircham Newton, dans le Norfolk.
Le 207 Sqn, équipé de bombardiers légers Airco DH.9A, fut brièvement déployé en Turquie en 1922-1923 à l'occasion de l'affaire de Tchanak. Le 274 Sqn était équipé de Handley Page V/1500, le plus gros bombardier de la RAF à l'époque.
À partir de 1923, Tedder s'impliqua dans l'entraînement, tout d'abord en tant qu'élève au RN Staff College et à l’Imperial Defence College puis en tant que membre du Directorate of Training, du RAF Staff College et de l’Air Armament School en tant qu'officier commandant à partir de 1932.
En janvier 1931, Tedder atteignit le rang de group captain, équivalent au grade de colonel. De 1934 à 1936, il servit comme directeur de l'entraînement.
En 1936, il fut nommé officier commandant des forces de la RAF en Extrême-Orient et, en 1938, il devint directeur général de la recherche au ministère de l'Air.

#### Seconde Guerre mondiale

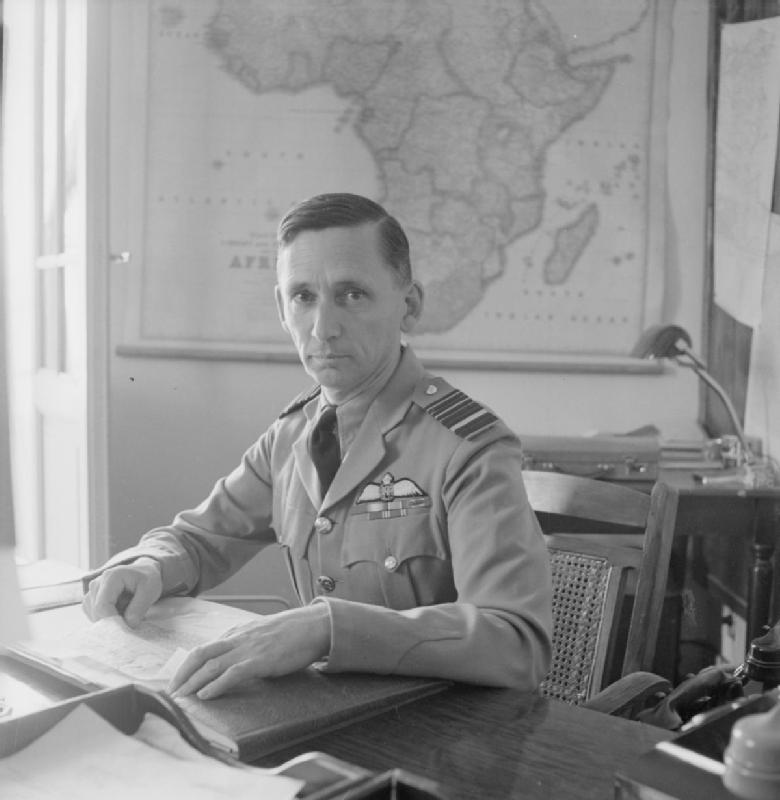
Portrait de l'officier commandant en chef des Forces aériennes du Moyen-Orient, général en chef de l'Air Sir Arthur Tedder à son bureau à la maison de l'Air, sa résidence officielle au Caire en Égypte.

Lorsque la guerre éclata en 1939, le service d'Arthur Tedder fut rattaché au ministère de la Production aérienne récemment créé. Cependant Tedder n'arriva pas à nouer une relation de travail satisfaisante avec le ministre, Lord Beaverbrook, ni en conséquence avec le Premier ministre Churchill. En novembre 1940, il fut nommé Officier Commandant en chef adjoint au commandement Moyen-Orient de la RAF.
Il fut ensuite nommé officier commandant en chef de ce même commandement en juin 1941, avec le rang temporaire de général, rang confirmé en avril 1942. Ce n'était pas le candidat préféré de Churchill pour ce poste mais lorsque le favori, le général O. T. Boyd, se retrouva prisonnier, Tedder fut retenu.
En tant que chef de la RAF au Moyen-Orient, il commandait les opérations aériennes alliées en Méditerranée et en Afrique du nord, couvrant l'évacuation de la Crète en mai 1941 et l’opération Crusader en Afrique du Nord. Après avoir connu des victoires et des défaites en soutien des troupes terrestres qui combattaient l'Afrika Korps de Rommel, les forces aériennes commandées par Tedder jouèrent un rôle clef dans la victoire d'El Alamein. Une des tactiques de bombardement qu'il avait conçues prit le nom de « Carpette de Tedder ».
En décembre 1943, Arthur Tedder, alors provisoirement général d'armée aérienne (Air Chief Marshal), prit le commandement des forces aériennes alliées en Méditerranée. Il fut impliqué dans la planification de l'invasion de la Sicile.
Lorsque la planification de l'opération Overlord débuta, Tedder fut nommé Commandant suprême adjoint aux côtés d'Eisenhower. Se retrouvant sans réelle responsabilité dans ce nouveau rôle, il chercha à prendre le contrôle de la planification des opérations aériennes pour le Jour J aux dépens du commandant Air de la Force expéditionnaire alliée, Trafford Leigh-Mallory. Il conçut également une animosité à l'égard du général Montgomery, lors de la bataille de Normandie et plus tard, il se montra critique des résultats de Montgomery et plaida pour son remplacement.
Dans la dernière année de la guerre, Arthur Tedder fut envoyé en URSS afin d'y chercher un appui pour soulager le front ouest alors sous pression durant la bataille des Ardennes. Il fut également signataire par délégation d'Eisenhower de l'acte de reddition inconditionnel allemand en mai 1945.
Fait chevalier en 1942, Arthur Tedder fut élevé à la pairie à la fin de la guerre. Il succéda à Charles Portal en tant que chef d'état-major aérien et occupa ce poste de 1946 à 1950. En 1947, il présenta une leçon d'affaires militaires dans le cadre des Lees Knowles Lecture au Trinity College de Cambridge, par la suite publiée sous le titre d’Air Power in War.
Bien que les postes qu'il ait occupés pendant la guerre ne lui aient pas permis d'obtenir des décorations au combat, il a reçu plusieurs distinctions étrangères notamment en Belgique, France et aux États-Unis.

#### Fin de carrière
Arthur Tedder est l'auteur d'une étude historique de la Royal Navy et rédige également ses mémoires de guerre. De 1950 à 1967, il est chancelier de l'université de Cambridge. En 1950, il est représentant britannique au comité militaire de l'OTAN à Washington DC. Il est également vice-président du Conseil des gouverneurs de la BBC. Il reçoit au moins six diplômes honoris causa et est passionné d'astronomie. À la fin de sa vie, il contracte la maladie de Parkinson et meurt à Banstead dans le Surrey en 1967 à l'âge de 76 ans.

### Vie familiale
Arthur Tedder épouse en premières noces Rosalinde Maclardy qui meurt dans un accident d'avion en Égypte en 1943, accident dont il est le témoin. Il se remarie avec Marie (Toppy) de Seton Black qui meurt deux années avant lui, en 1965.
Il est le père de Dick (tué en France en 1940), de John Michael (1926-1994 ; Late Purdie, professeur de chimie à l’université de St Andrews), et d'une fille Mina. Son beau-fils Alasdair est également tué.